# Cyclodictyon dixonianum
Cyclodictyon dixonianum là một loài rêu trong họ Pilotrichaceae. Loài này được Demaret mô tả khoa học đầu tiên năm 1952.